# Volkswagen Autoversicherung
Die Volkswagen Autoversicherung AG ist ein deutsches Versicherungsunternehmen mit Sitz in Braunschweig, das seit Gründung 2013 in gemeinschaftlichem Besitz der DAX-Konzerne Allianz SE und Volkswagen AG ist.

## Geschichte
Die Volkswagen Autoversicherung AG wurde im April 2013 als Joint-Venture zwischen der Allianz Versicherung und Volkswagen Financial Services gegründet, bereits vorher hatte VW Versicherungspolicen der Allianz vertrieben. Kurz zuvor war die Zusammenarbeit der Unternehmen von der Europäischen Union genehmigt worden. Dabei hält die über die Allianz Deutschland zur Allianz SE gehörende deutsche Sachversicherungstochter 49 % des Kapitals, aber 51 % der Stimmrechte an der Volkswagen Autoversicherung Holding GmbH, die als Mutter des Versicherers fungiert und zu der ein Beherrschungs- und Gewinnabführungsvertrag besteht, und die VW-Tochter hält die komplementären Teile.
Die Gesellschaft vertreibt insbesondere Kraftfahrtversicherungsprodukte wie Kfz-Haftpflichtversicherung, Kaskoversicherung und sonstige Kraftfahrtversicherungen inklusive Fahrerschutzversicherung sowie Versicherungen zur Absicherung des Fahrzeugpreises wie beispielsweise Restschuldversicherungen. Dabei ist die Geschäftstätigkeit auf Deutschland beschränkt. Die Volkswagen Autoversicherung betreibt entsprechend Versicherungsgeschäft in den folgenden aufsichtsrechtlich definierten Bereichen:
- Kraftfahrzeughaftpflichtversicherung
- Sonstige Kraftfahrtversicherung
- Einkommensersatzversicherung
- Verschiedene finanzielle Verluste

Über die Volkswagen Autoversicherung können sowohl die verschiedenen Marken des Volkswagen-Konzerns als auch Fremdmarken versichert werden. Kernzielgruppe sind jedoch Neu- und Gebrauchtwagen aus dem VW-Universum, da ein Großteil des Vertriebs über VW-Händler sowie die Volkswagen Versicherungsdienst als Tochter der Volkswagen Financial Services im Zusammenhang mit dem Kauf von Automobilen und der zugehörigen Finanzierung erfolgt. 
Wesentliche Stabsaufgaben und Schlüsselfunktionen wie die Interne Revision, das Risikomanagement, die versicherungsmathematische Funktion, die Compliancefunktion, das Rechnungswesen und die Rechtsfunktion werden ganz oder teilweise von der Allianz Deutschland und deren Tochterfirmen über- bzw. wahrgenommen, die ebenso mit der Betriebsorganisation sowie dem aktuariellen Pricing betraut sind. Die Vermögensanlage und -verwaltung erfolgt mit Allianz Investment Management SE, die Europatochter von PIMCO und Allianz Global Investors ebenso durch Unternehmen der Allianz-Gruppe.
2021 übernahm Katharina Amann als Nachfolgerin von Jörg Hipp den Vorstandsvorsitz, die zuvor unter anderem beim Marktführer im KfZ-Versicherungsbereich HUK-Coburg tätig gewesen war.